# Mellékhajó

Bazilika mellékhajója

A mellékhajó a bazilikális templomok főhajójával párhuzamos, alárendelt hosszanti téregység. A főhajó felé árkádok nyitják meg, belmagassága bazilikáknál kisebb a főhajóénál, csarnoktemplomban a hajók azonos magasságúak.
A katolikus templomokban a mellékhajókban az árkádsorral szemben oltárok vagy kápolnák helyezkednek el.